# Filmes de 1948 da Paramount Pictures
Em 1948, a Paramount Pictures lançou um total de 27 filmes.

## Destaques
As produções mais significativas foram:
- The Accused, tenso melodrama criminal com grande atuação de Loretta Young como professora que mata aluno acidentalmente e é acusada de assassínio.
- Beyond Glory, drama passado na Academia de West Point, veículo para Alan Ladd que marcou a estreia no cinema do multicondecorado soldado Audie Murphy
- The Big Clock, noir "nervoso" e "com estilo"[1] sobre editor (Charles Laughton) que mata amante e desconfia que houve uma testemunha inesperada
- The Emperor Waltz, opereta vienense com cenários e figurinos suntuosos em deslumbrante Technicolor, outro grande triunfo de Billy Wilder
- A Foreign Affair, comédia dramática estrelada por Marlene Dietrich, passada nas ruínas da Berlim do pós-guerra, um raro fracasso artístico-comercial de Billy Wilder
- The Paleface, western cômico com Bob Hope, o maior sucesso comercial do ator[1], bem dirigido por Norman Z. McLeod e bem acompanhado por Jane Russell
- Sorry, Wrong Number, suspense clássico de Anatole Litvak, "um arrasador de nervos de 89 minutos"[1] com Barbara Stanwick em uma de suas maiores interpretações

## Prêmios Oscar
Vigésima primeira cerimônia, com os filmes exibidos em Los Angeles em 1948:
| Filme               | Indicações                                        | Premiações |
| ------------------- | ------------------------------------------------- | ---------- |
| The Emperor Waltz   | Figurino (em cores) Trilha Sonora (filme musical) | ---        |
| A Foreign Affair    | Roteiro Adaptado Fotografia (preto e branco)      | ---        |
| The Paleface        | Canção                                            | Canção     |
| Samba Mania         | Curta-Metragem em Live Action (2 bobinas)         | ---        |
| Sorry, Wrong Number | Atriz (Barbara Stanwick)                          | ---        |

### Prêmios Especiais ou Técnicos
- Adolph Zukor: Oscar Especial, "pelos serviços prestados ao Cinema num período de quarenta anos"[2]
- Victor Caccialanza, Maurice Ayers e o Departamento de Construção de Cenários da Paramount: Prêmio Científico ou Técnico (Classe II - Placa), "pelo desenvolvimento e aplicação do Paralite, um novo tipo de estuque leve para construção de cenários"[2]

## Os filmes de 1948
| Título original           | Título PT/BR                | Título PT/PT                  | Astros                            | Diretor          |
| ------------------------- | --------------------------- | ----------------------------- | --------------------------------- | ---------------- |
| The Accused               | A Acusada                   | Acusada                       | Loretta Young, Robert Cummings    | William Dieterle |
| Albuquerque               | O Romântico Defensor        |                               | Randolph Scott, Barbara Britton   | Ray Enright      |
| Beyond Glory              | Código de Honra             | Código de Honra               | Alan Ladd, Donna Reed             | John Farrow      |
| The Big Clock             | O Relógio Verde             | O Grande Relógio              | Ray Milland, Charles Laughton     | John Farrow      |
| Big Town Scandal          | Escândalo Que Mata          |                               | Philip Reed, Hillary Brooke       | William Thomas   |
| Caged Fury                | Na Jaula dos Leões          |                               | Richard Denning, Sheila Ryan      | William Berke    |
| Disaster                  | Não Sou Culpado             |                               | Richard Denning, Trudy Marshall   | William Pine     |
| Dream Girl                | Nem Tudo É Ilusão           | A Rapariga dos Meus Sonhos    | Betty Hutton, MacDonald Carey     | Mitchell Leisen  |
| The Emperor Waltz         | A Valsa do Imperador        | A Valsa do Imperador          | Bing Crosby, Joan Fontaine        | Billy Wilder     |
| A Foreign Affair          | A Mundana                   |                               | Jean Arthur, Marlene Dietrich     | Billy Wilder     |
| Hazard                    | Escrava do Pano Verde       |                               | Paulette Goddard, MacDonald Carey | George Marshall  |
| Hatter's Castle           | O Castelo do Homem Sem Alma |                               | Robert Newton, Deborah Kerr       | Lance Comfort    |
| Isn't It Romantic?        | Esperteza Romântica         |                               | Veronica Lake, Mona Freeman       | Norman Z. McLeod |
| Miss Tatlock's Millions   | A Dança dos Milhões         | A Dança dos Milhões           | John Lund, Wanda Hendrix          | Richard Haydn    |
| Mr. Reckless              | Terrível Verdade            |                               | William Eythe, Barbara Britton    | Frank MacDonald  |
| My Own True Love          | Meu Verdadeiro Amor         |                               | Melvyn Douglas, Phyllis Calvert   | Compton Bennett  |
| Night Has A Thousand Eyes | A Noite Tem Mil Olhos       |                               | Edward G. Robinson, Gail Russell  | John Farrow      |
| The Paleface              | O Valente Treme-Treme       | O Valentão das Dúzias         | Bob Hope, Jane Russell            | Norman Z. McLeod |
| Saigon                    | Saigon                      |                               | Alan Ladd, Veronica Lake          | Leslie Fenton    |
| The Sainted Sisters       | As Duas Santinhas           |                               | Veronica Lake, Joan Caulfield     | William Russell  |
| Sealed Verdict            | Enquanto a Morte Espera     |                               | Ray Milland, Florence Marly       | Lewis Allen      |
| Shaggy                    | Quando Vence o Coração      |                               | Brenda Joyce, George Nokes        | Robert Tansey    |
| So Evil My Love           | Alma Negra                  | Agora... Que Deus Me Castigue | Ray Milland, Ann Todd             | Lewis Allen      |
| Sorry, Wrong Number       | Uma Vida Por Um Fio         |                               | Barbara Stanwick, Burt Lancaster  | Anatole Litvak   |
| Speed to Spare            | Correndo Para a Morte       |                               | Richard Arlen, Jean Rogers        | William Berke    |
| Waterfront at Night       | Sucedeu À Meia-Noite        |                               | William Gargan, Mary Beth Hughes  | William Berke    |
| Whispering Smith          | Abutres Humanos             |                               | Alan Ladd, Robert Preston         | Leslie Fenton    |